# El sodero de mi vida
El sodero de mi vida é uma telenovela argentina produzida pela Pol-ka Producciones e exibida pelo Canal 13 entre 5 de março de 2001 e 25 de janeiro de 2002. 
Foi protagonizada por Andrea Del Boca e Dany Brieva. 

## Elenco
- Andrea Del Boca como Sofía Campos.
- Dady Brieva como Alberto Muzzopappa.
- Alberto Martín como Hipólito Campos.
- Victoria Onetto como Mónica Muzzopappa.
- Carola Reyna como Leonor Muzzopappa.
- Perla Santalla como Delia Muzzopappa.
- Fabián Mazzei como Orlando.
- Juan Palomino como Omar Fortunato.
- Favio Posca como Bocha.
- Dolores Fonzi como Romina Muzzopappa.
- Diego Perez como Yiyi.
- Mirta Wons como Titi.
- Jessica Schultz como Ester.
- Eduardo Blanco como Luis Filkenstein.
- Jimena Barón como Anita Campos.
- Carlos Portaluppi como Raúl.
- Érica Rivas como Laura.
- Joaquín Furriel como Dani.
- Julieta Novarro como Cecilia.
- Graciela Tenenbaum como Fabiana.
- Graciela Stéfani como Inés.
- Facundo Espinosa como Mono.
- Francisco Fernández de Rosa Nicolás.
- Oscar Núñez como Nono.
- Matías del Pozo como Manuel.
- Ricardo Puente como Miguelito.
- Adrián Martel como Llave Inglesa.
- Sofía Bertolotto como Erica.
- Peto Menahem como Salomón.
- Rita Cortese como Elsa Campos.
- Melina Petriella, como María.
- Raúl Rizzo como Diego
- Raúl Taibo como Vicente.

## Prêmios e indicações
| Ano  | Prêmio               | Categoria                     | Indicação            | Resultado |
| ---- | -------------------- | ----------------------------- | -------------------- | --------- |
| 2001 | Prêmio Martín Fierro | Melhor comédia                | El sodero de mi vida | Venceu    |
| 2001 | Prêmio Martín Fierro | Atriz protagonista de comédia | Andrea Del Boca      | Venceu    |
| 2001 | Prêmio Martín Fierro | Ator protagonista de comédia  | Dady Brieva          | Venceu    |
| 2001 | Prêmio Martín Fierro | Atriz coadjuvante de comédia  | Carola Reyna         | Indicado  |
| 2001 | Prêmio Martín Fierro | Atriz coadjuvante de comédia  | Dolores Fonzi        | Indicado  |
| 2001 | Prêmio Martín Fierro | Atriz coadjuvante de comédia  | Rita Cortese         | Venceu    |
| 2001 | Prêmio Martín Fierro | Ator coadjuvante de comédia   | Alberto Martín       | Venceu    |
| 2001 | Prêmio Martín Fierro | Ator coadjuvante de comédia   | Favio Posca          | Indicado  |
| 2001 | Prêmio Martín Fierro | Atuação infantil              | Matías del Pozzo     | Venceu    |
| 2001 | Prêmio Martín Fierro | Atuação infantil              | Jimena Barón         | Indicado  |